# パナソニック カーエレクトロニクス
パナソニック カーエレクトロニクス株式会社（Panasonic Automotive Electronics Co., Ltd.）は、パナソニックグループのパナソニック オートモーティブシステムズの子会社で、車載用AV機器（カーナビゲーション、ドライブレコーダー、ETC）カーバッテリーなどの販売会社である。また法人向けの運行管理システムのサービスも行っている。

## 沿革
- 2018年に介護施設向け、送迎計画作成支援DRIVEBOSSをサービス開始[2]。